# Kepler-70
Désignations
Kepler-70, également désignée KOI-55 et KIC 5807616, est une étoile de la constellation boréale du Cygne. De magnitude apparente atteignant 14,87 dans le spectre visible, elle n'est pas observable à l’œil nu. Elle est située à une distance approximative de ∼ 4 150 a.l. (∼ 1 270 pc) de la Terre.
Elle pourrait héberger un système planétaire dont les deux planètes seraient Kepler-70 b et Kepler-70 c. Cependant, des études parues en 2015 puis 2019 suggèrent que les signaux observés seraient dus à des pulsations stellaires, et non à la présence de planètes qui orbiteraient Kepler-70.

## Étoile
Kepler-70 est classée comme une sous-naine bleu-blanc (type spectral sdB, aussi noté BVI). D'après nos théories actuelles, elle est passée par le stade de géante rouge il y a environ 18,4 millions d'années. Aujourd'hui, elle fusionne l'hélium de son noyau. Une fois à court d'hélium, elle se contractera pour former une naine blanche. Elle a un faible rayon d'environ 0,2 fois celui du Soleil ; les naines blanches sont généralement beaucoup plus petites, de taille comparable à celle de la Terre (~ un centième du Soleil).

## Système planétaire
Le 21 décembre 2011, S. Charpinet et al. ont annoncé la découverte de deux planètes avec une période de révolution très courte. Leur détection a été déterminée par la lumière qu'elles réfléchissent de l'étoile, ce qui induit une variation de la luminosité apparente de cette dernière. Cette variation est donc provoquée par les planètes elles-mêmes et non par une variation de magnitude apparente causée par les transits.
Les mesures tendaient à indiquer la présence d'un autre objet entre les deux, qui restait à confirmer.
Si elles existent bien, les deux planètes ont alors une résonance orbitale 7:10. Elles s'approchent plus près l'une de l'autre que dans aucun autre système planétaire connu. Ces deux planètes auraient très probablement survécu à la phase de géante rouge de l'étoile, au cours de laquelle elles auraient été plongées dans les couches extérieures de l'étoile. Les objets subsistants ne seraient que les noyaux denses de géantes gazeuses évaporées, des planètes chthoniennes.
Cependant, un article de J. Krzesinski publié en 2015 a suggéré que le signal qui avait été détecté était non pas dû à la réflexion de la lumière de l'étoile par des exoplanètes, mais à des pulsations stellaires. Une autre étude de A. Blokesz, J. Krzesinski et L. Kedziora-Chudczeret parue en 2019 confirme que les modes de pulsation stellaires sont effectivement l'explication la plus probable des signaux détectés en 2011, et que les deux exoplanètes qui avaient alors été proposées n'existent en réalité probablement pas.
| Planète                   | Masse    | Demi-grand axe (ua) | Période orbitale (jours) | Excentricité | Inclinaison | Rayon    |
| ------------------------- | -------- | ------------------- | ------------------------ | ------------ | ----------- | -------- |
| b                         | 0,440 M🜨 | 0,006 0             | 0,240 1                  |              |             | 0,759 R🜨 |
| KOI-55.03 (non confirmée) | 0,222 M🜨 | 0,006 5             | ?                        |              |             | 0,605 R🜨 |
| c                         | 0,655 M🜨 | 0,007 6             | 0,342 89                 |              |             | 0,867 R🜨 |